# Iwajlo Petrow
Iwajlo „Pifa“ Petrow (bulgarisch Ивайло Петров; * 3. Mai 1973 in Sofia) ist ein bulgarischer Fußballspieler.
Petrow spielt aktuell bei AEK Larnaka. Seine Position ist Torwart, allerdings ist er in Bulgarien auch für seine Freistöße bekannt. Sein bislang letztes Freistoß-Tor machte er in der Saison 2007/08 in der A-Grupa für ZSKA Sofia. 2007/08 bekam er nur zehn Ligagegentore.

## Karriere
- 1985–1991: Lewski Sofia
- 1992–1998: FC Olimpik Tetewen
- 1998–1999: Akademik Swischtow
- 1999–2000: Beroe Stara Sagora
- 2001–2006: Tscherno More Warna
- 2006–2008: ZSKA Sofia
- seit 2008: AEK Larnaka